# Regiony Malty
Malta jest podzielona na regiony (malt. reġjuni) grupujące rady lokalne. Pierwotnie, na mocy ustawy o radach lokalnych z 30 czerwca 1993 r. utworzono 3 regiony. W 2009 r. na mocy ustawy nr XVI wprowadzono nowy podział, a liczbę regionów zwiększono do 5. Na mocy ustawy nr XIV z 2019 od 2021 wprowadzono nowy podział na regiony, zaś ich liczbę zwiększono do 6.

Każdy region posiada komitet regionalny (malt. Kumitat Reġjonali, ang. Regional Committee), w skład którego wchodzi prezydent, wiceprezydent, sekretarz wykonawczy oraz 10–14 członków.

### Regiony od 2021

Gozo Region Northern Region Eastern Region Port Region Western Region Southern Region

## Lista regionów

### Regiony 2009-2021

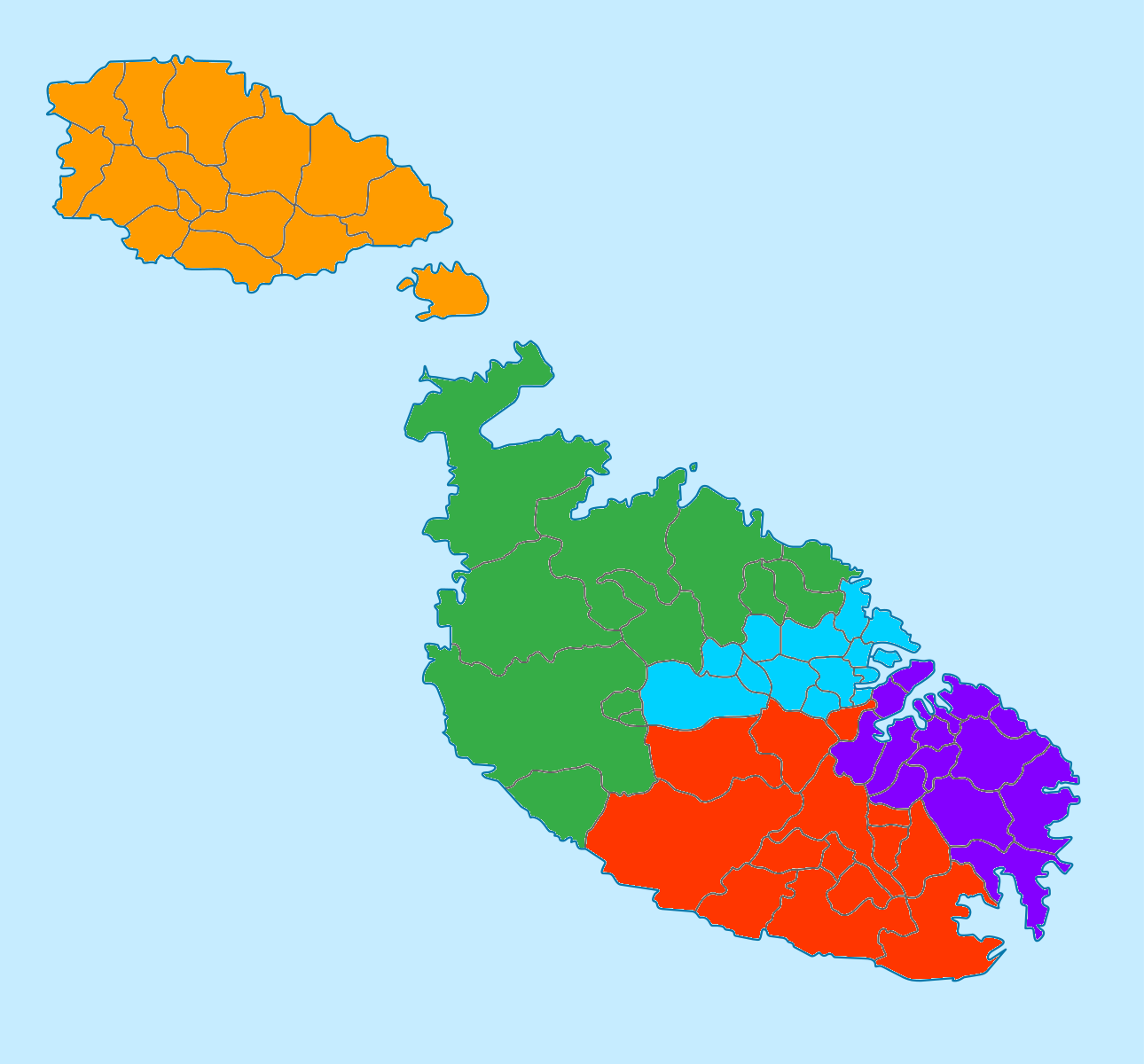
Central Region Gozo Region Northern Region South Eastern Region Southern Region

| Herb | Region                | Siedziba         | Największa miejscowość | Powierzchnia | Populacja (2014) | Gęstość zaludnienia |
| ---- | --------------------- | ---------------- | ---------------------- | ------------ | ---------------- | ------------------- |
|      | Central / Ċentrali    | San Ġwann        | Birkirkara             | 23,6 km²     | 111 994          | 4700/km²            |
|      | Gozo / Għawdex        | Victoria         | Victoria               | 68,7 km²     | 37 342           | 540/km²             |
|      | Northern / Tramuntana | Saint Paul’s Bay | St. Paul’s Bay         | 112,9 km²    | 102 892          | 910/km²             |
|      | South Eastern / Xlokk | Valletta         | Żabbar                 | 36,2 km²     | 99 301           | 2700 /km²           |
|      | Southern / Nofsinhar  | Qormi            | Qormi                  | 78,9 km²     | 93 897           | 1200/km²            |

### Regiony 1993–2009

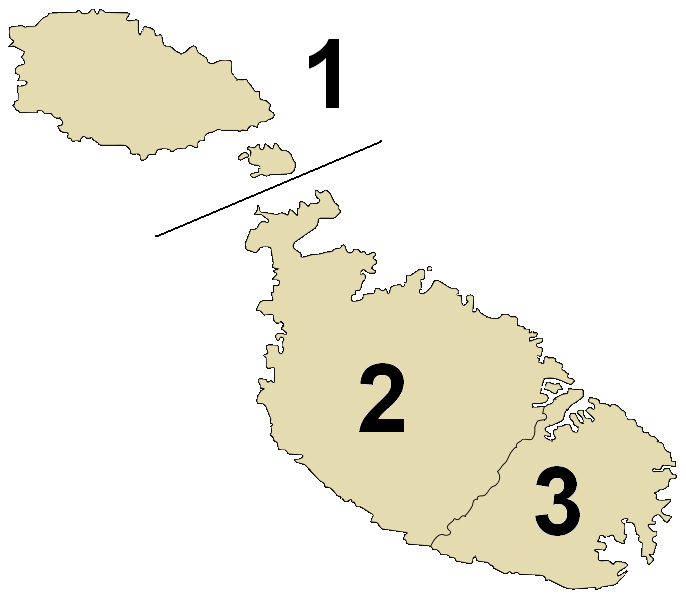
1 Gozo 2 Malta Majjistral 3 Malta Xlokk

| Region                           | Największa miejscowość | Powierzchnia | Populacja (2005) | Gęstość zaludnienia |
| -------------------------------- | ---------------------- | ------------ | ---------------- | ------------------- |
| North Western / Malta Majjistral | Birkirkara             | 163 km²      | 227 117          | 1393/km²            |
| South Eastern / Malta Xlokk      | Żabbar                 | 64 km²       | 140 882          | 2201/km²            |
| Gozo / Għawdex                   | Victoria               | 68,7 km²     |                  |                     |